# Lismore (Australie)
Pour les articles homonymes, voir Lismore.
Lismore est une ville australienne située dans la zone d'administration locale du même nom en Nouvelle-Galles du Sud.

## Géographie
Elle est située sur le cours du Wilson, affluent du Richmond, à 860 km de Sydney.

## Histoire
Le nom de la ville provient de l'ile écossaise du même nom où s'étaient mariés William et Jane Wilson deux des premiers occupants de la ville.
L'emplacement actuel de la ville était occupé par les aborigènes Bundjalung depuis 8 000 ans. La zone fut d'abord occupée en 1843 par des éleveurs de moutons mais le climat ne s'y prétant pas, ils durent abandonner leur élevage et furent remplacés par le couple Wilson. Lorsque Sir Thomas Mitchell dut choisir un emplacement pour fonder une ville dans la région, il choisit l'emplacement de cette famille et donna le nom de Lismore à la ville.
La ville a un climat subtropical avec ses températures maximales moyennes de 25,5 °C
(de 27 à 40 °C en été) et une température minimale moyenne de 13,2 °C mais surtout des précipitations abondantes toute l'année et surtout en été de sorte que la ville connait régulièrement des inondations.
L'économie de la ville repose sur quatre secteurs : le commerce de détail, les services de santé, l'enseignement avec la « Southern Cross University » et l'industrie laitière.

## Jumelages
- Yamatotakada (Japon)
- Eau Claire (États-Unis)
- Lismore (Irlande)
- Conegliano (Italie)